# (5809) Kulibin
(5809) Kulibin (1987 RG6) – planetoida z pasa głównego asteroid okrążająca Słońce w ciągu 4,88 lat w średniej odległości 2,87 j.a. Odkryta 4 września 1987 roku.